# 黑格勒 (伊利諾伊州比羅縣)
黑格勒（英語：Hegeler）是位於美國伊利諾伊州比羅縣的一個非建制地區。該地的面積和人口皆未知。

## 地理
黑格勒的座標為41°22′41″N 89°10′56″W / 41.37806°N 89.18222°W，而該地的平均海拔高度為193米（即633英尺）。